# Luke Gazdic
Luke Gazdic (* 25. Juli 1989 in Toronto, Ontario) ist ein ehemaliger kanadischer Eishockeyspieler kroatischer Herkunft, der im Verlauf seiner aktiven Karriere zwischen 2006 und 2020 unter anderem 147 Spiele für die Edmonton Oilers und New Jersey Devils in der National Hockey League (NHL) auf der Position des linken Flügelstürmers bestritten hat. Darüber hinaus absolvierte Gazdic über 400 weitere Partien in der American Hockey League (AHL). Sein älterer Bruder Ben war ebenfalls professioneller Eishockeyspieler.

## Karriere
Luke Gazdic begann seine Karriere als Eishockeyspieler in der kanadischen Juniorenliga Ontario Provincial Junior A Hockey League (OPJHL), in der er von 2004 bis 2006 für die North York Rangers und Wexford Raiders aktiv war. Anschließend spielte er drei Jahre lang für die Erie Otters aus der Ontario Hockey League (OHL). In diesem Zeitraum wurde der Angreifer im NHL Entry Draft 2007 in der sechsten Runde als insgesamt 172. Spieler von den Dallas Stars aus der National Hockey League (NHL) ausgewählt. Die Saison 2008/09 verbrachte er bei den Idaho Steelheads aus der ECHL. Im Sommertrainingslager der Dallas Stars verletzte er sich dann und war zum Saisonstart nicht einsatzfähig.
In vier Jahren bei den Dallas Stars kam er ausschließlich in der American Hockey League (AHL) bei den Texas Stars zum Einsatz. Zur Saison 2013/14 wechselte er zu den Edmonton Oilers, wo er sich auf Anhieb im NHL-Kader durchsetzte und in seiner ersten NHL-Saison auf 67 Einsätze kam. Nach drei Jahren in Edmonton erhielt der Angreifer nach der Saison 2015/16 keinen neuen Vertrag bei den Oilers, sodass er sich im Juli 2016 als Free Agent den New Jersey Devils anschloss. In gleicher Weise wechselte er im Juli 2017 zu den Calgary Flames. Dort wurde sein auslaufender Vertrag nach der Saison 2017/18 nicht verlängert, sodass er sich im September 2018 probeweise den San Diego Gulls aus der AHL anschloss, die ihn schließlich im Januar 2019 fest verpflichteten. Im Sommer 2020 beendete Gazdic seine aktive Laufbahn. In der Folge war Gazdic als Analyst des kanadischen Senders Sportsnet bei Spielen der Edmonton Oilers aktiv.

## Karrierestatistik
(Legende zur Spielerstatistik: Sp oder GP = absolvierte Spiele; T oder G = erzielte Tore; V oder A = erzielte Assists; Pkt oder Pts = erzielte Scorerpunkte; SM oder PIM = erhaltene Strafminuten; +/− = Plus/Minus-Bilanz; PP = erzielte Überzahltore; SH = erzielte Unterzahltore; GW = erzielte Siegtore; 1 Play-downs/Relegation; Kursiv: Statistik nicht vollständig)